# 240021 Radzo
240021 Radzo è un asteroide della fascia principale. Scoperto nel 2001, presenta un'orbita caratterizzata da un semiasse maggiore pari a 3,1556448 au e da un'eccentricità di 0,0752991, inclinata di 11,09686° rispetto all'eclittica.